# Градище (Генеральський Стол)
45°25′ пн. ш. 15°24′ сх. д. / 45.42° пн. ш. 15.40° сх. д.
Градище (хорв. Gradišće) — населений пункт у Хорватії, у Карловацькій жупанії у складі громади Генеральський Стол.

## Населення
Населення за даними перепису 2011 року становило 53 осіб.
Динаміка чисельності населення поселення: